# Акпала, Джозеф
Джозеф Акпала (англ. Joseph Akpala; род. 24 августа 1986, Джос) — нигерийский футболист, нападающий; тренер.

## Карьера
Выпускник футбольной академии «Пепси» в Лагосе. Первый профессиональный контракт он подписал в 2003 году с клубом второго дивизиона «Бендел Юнайтед». В феврале 2005 года перешёл в другой клуб того же города — «Бендел Иншурэнс», выступающий в высшем дивизионе. В первом же сезоне стал лучшим бомбардиром чемпионата Нигерии.
В августе 2005 года Акпала впервые вызван в сборную Нигерии, 30 декабря 2005 года дебютировал за национальную команду в матче с Португалией.
В январе 2006 года перешёл в «Шарлеруа», в сезоне 2007/08 стал с 18 голами лучшим бомбардиром бельгийской лиги. 18 июля 2008 года перешёл в «Брюгге». 22 августа 2012 года перешёл в «Вердер», но не сумел закрепиться в основном составе.
3 сентября было объявлено о его аренде в турецкий «Карабюкспор» на один год. 11 августа 2014 года Апала был выкуплен этим клубом у бременцев.

## Достижения

### Командные
- Вице-чемпион Бельгии (1): 2011/12

### Личные
- Лучший бомбардир чемпионата Нигерии (1): 2005
- Лучший бомбардир чемпионата Бельгии (1): 2007/08